# 1099年
| 千纪： | 2千纪 |
| 世纪： | 10世纪 \| 11世纪 \| 12世纪                                                                                 |
| 年代： | 1060年代 \| 1070年代 \| 1080年代 \| 1090年代 \| 1100年代 \| 1110年代 \| 1120年代                           |
| 年份： | 1094年 \| 1095年 \| 1096年 \| 1097年 \| 1098年 \| 1099年 \| 1100年 \| 1101年 \| 1102年 \| 1103年 \| 1104年 |
| 纪年： | 己卯年（兔年）；辽寿昌五年；北宋元符二年；西夏永安二年；大理明开三年；越南會豐八年；日本承德三年，康和元年 |

## 大事记
- 亞洲
  - 正月，遼道宗耶律洪基遣使臣至西夏，設計用毒殺小梁太后，並派遣簽書樞密院事蕭德崇為宋朝與西夏「調停」，宋朝被迫接受西夏的求和，西夏崇宗开始亲政。
  - 7月15日——布永的戈弗雷率領第一次十字軍攻陷耶路撒冷，自稱聖墓的保護者。
  - 布永的戈弗雷的弟弟鮑德溫一世成為耶路撒冷王國第一任聖墓的保護者。
  - 法蘭西王國貴族Blessed Gerard在耶路撒冷成立醫院騎士團。
- 欧洲
  - 7月10日——席德的遺孀希梅娜接替管理瓦倫西亞。
  - 8月13日——巴斯加二世被選為教宗烏爾班二世的繼任者。

## 逝世
- 7月10日——羅德里戈·迪亞茲·德·維瓦爾，人稱席德（El Cid），卡斯蒂利亞貴族，瓦倫西亞的征服者和城主，西班牙民族英雄。
- 7月29日——烏爾巴諾二世，教皇，第一次十字軍東征的發起人。。
- 小梁太后，西夏惠宗李秉常皇后，夏崇宗李乾顺生母，梁皇后侄女，梁乙埋女儿。